# John C. Frémont
John Charles Frémont (21. januar 1813 – 13. juli 1890) var en amerikanske officer, opdagelsesrejsende, den første Republikanske præsidentkandidat, og den første præsidentkandidat, som kandiderede på at slaveriet skulle afskaffes. I 1840'erne kaldte aviserne ham for The Pathfinder, og det tilnavn bruges stadig, sommetider "The Great Pathfinder".

## Biografi
Frémont blev født i Savannah, Georgia. Hans oprindelse er uklar. Ifølge et slægtstræ fra 1902 over Frémont familien, var han søn af Anne Beverley Whiting, en prominent dame fra Virginia, som efter hans fødsel giftede sig med Louis-René Frémont, en pengeløs fransk flygtning, i Norfolk den 14. maj 1807. Louis-René Frémont var søn af Jean-Louis Frémont, en købmand fra Québec, som var søn af immigranten Charles-Louis Frémont fra Saint-Germain-en-Laye nær Paris. I sin biografi over Andrew Jackson hævder H.W. Brands imidlertid at Frémont var søn af Anne og Charles Fremon, og at Frémont tilføjede det accenterede "e" og "t"-et til sit navn senere i livet. Mange bekræfter at han var illegitim, hvilket var et socialt handicap, som han overvandt ved at gifte sig med Jessie Benton, som var en indflydelsesrig senator fra Missouri Thomas Hart Bentons yndlingsdatter.
Benton, som var leder af det Demokratiske parti i over 30 år i Senatet, var eksponent for ekspansions bevægelsen, en politisk retning som blev kendt som "Manifest Destiny". Ekspansionisterne troede på at hele det nordamerikanske kontinent skulle tilhøre De Forenede Stater, og at det var landets skæbne at underlægge sig dette landområde. Bevægelsen blev et korstog for politikere som Benton og hans nye svigersøn. Benton skubbede på for bevillinger i kongressen til opmålinger af vejen til Oregon ("Oregon trail") i 1842, Oregon Territoriet i 1844, Great Basin og Sierra bjergene til Californien i 1845. Gennem sin magt og indflydelse fik Benton udpeget Frémont som leder af disse ekspeditioner.
Frémonts oldefar, Henry Whiting, var en halvbror til Catherine Whiting som giftede sig med John Washington, der var onkel til George Washington.

### Ekspeditioner
Efter at have gået på College of Charleston fra 1829 to 1831, blev Frémont udpeget til lærer i matematik om bord på korvetten USS Natchez. I juli 1838 blev han udpeget til sekondløjtnant i det topografiske ingeniørkorps og hjalp til ved adskillige kortlægningsekspeditioner gennem de vestlige områder af USA. I 1838 og 1839 bistod han Joseph Nicollet ved kortlægningen af landet mellem Mississippifloden og Missouriflodens, og i 1841, med oplæring fra Nicollet, kortlagde han dele af Des Moines floden.
Frémont mødte første gang Kit Carson på et dampskib på Missourifloden i St. Louis, Missouri i sommeren 1842. Frémont var ved at forberede sig på at lede sin første ekspedition og ledte efter en en guide, som kunne føre ham til South Pass. Carson tilbød sin tjeneste, da han havde brugt meget tid i området. Den fem måneder lange rejse, som blev gjort med 25 mand, var en succes og Frémonts rapport blev udgivet af Kongressen. Frémont rapporten satte gange i en bølge af vognkaravaner fyldt med håbefulde emigranter der drog vest på.
Fra 1842 til 1846 førte Frémont og hans guide Carson ekspeditioner til Oregon Trail og ind i Sierra Nevada. Under hans ekspeditioner i Sierra Nevada er det almindelig anerkendt, at Frémont blev den første europæiske amerikaner, der så Lake Tahoe. Han får også æren for at have fundet ud af, at Great Basin ikke har noget udløb til havet. Han kortlagde også vulkaner såsom Mount St. Helens.

### Tredje ekspedition
Den 1. juni 1845 forlod John Frémont St. Louis med 55 mand og Carson som guide på den tredje ekspedition. Det udtalte mål var at kortlægge kilderne til Arkansasfloden, på den østlige side af Rocky Mountains. Men da de nåede Arkansas tog Frémont pludselig en hurtig vej til Californien uden forklaring. Da han ankom til Sacramento dalen i begyndelsen af vinteren 1846 begyndte han straks at styrke de patriotiske følelser blandt de derværende amerikanske nybyggere. Han lovede at hvis der udbrød krig med Mexico ville hans militære styrke være der for at beskytte dem. Frémont fremprovokerede næsten et slag med General José Castro nær Monterey i Californien, i lejr ved toppen af det der nu kaldes Fremont Peak, hvilket formentlig ville have betydet udryddelsen af Frémonts gruppe, da mexicanerne var i stort overtal. Frémont flygtede derefter fra det mexicansk kontrollerede Californien, og drog nordpå til Oregon, hvor han slog lejr ved Klamath Lake.
Efter et angreb den 9. maj 1846 af Modoc indianere på hans ekspeditionsgruppe valgte Frémont at angribe en Klamath indiansk fiskerlandsby ved navn Dokdokwas, ved Williamson flodens udløb i Klamath Lake den 10. maj 1846.
Dette angreb ødelagde landsbyen fuldstændigt og involverede en massakre på kvinder og børn. Efter afbrændingen af landsbyen blev Carson nær dræbt af en Klamath kriger senere på dagen: hans bøsse gik ikke af, og krigeren skulle til at afskyde en forgiftet pil, men da Frémont så at Carson var i vanskeligheder trampede han krigeren ned med sin hest. Carson udtalte, at han følte at han skyldte Frémont sit liv for denne hændelse.
Den 28. juni 1846 opsnappede Frémont tre mexicanere på vej over San Francisco bugten nær San Quentin. Frémont beordrede Carson til at henrette de tre mænd som hævn over drabet på to amerikanere. Carson stillede spørgsmålstegn ved ordre. Først spurgte han Frémont om han skulle tage mændene til fange. Frémonts plan var en anden: "Jeg har ingen brug for fanger. Gør din pligt." Da Carson tøvede råbte Frémont: "Mr. Carson, din pligt" hvorefter Carson adlød og henrettede Jose R. Berreyesa og hans nevøer, Ramon og Fransciso De Haro, de nittenårige tvillingesønner af Francisco de Haro, den første Alcalde af San Francisco, i nærheden af vore dages San Rafael. Henrettelse af disse populære californiere var en hindring for Frémonts politiske karriere og forhindrede at han blev den første amerikanske guvernør i Californien, en post han tragtede efter. Et halvt århundrede senere skrev historikeren Robert A. Thompsen om henrettelserne: "Californiere kan ikke tale om det selv i dag uden kraftige følelser"."

### Mexicansk-amerikanske krig
I 1846 var Frémont også oberstløjtnant for U.S. Mounted Rifles (en forgænger til 3rd Armored Cavalry Regiment). I slutningen af 1846 førte Frémont, under ordrer fra Commodore Robert F. Stockton, en militær ekspedition med 300 mand der skulle tage Santa Barbara, under den Mexicansk-amerikanske krig. Frémont førte sin enhed over Santa Ynez Mountains ved San Marcos passet, i et regnvejr om natten den 24. december 1846. Selv om han mistede mange af sine heste, muldyr og kanoner, som gled ned ad de mudrede skråninger i løbet af den regnfulde nat, omgrupperede hans mænd sig ved bjergenes udløbere om morgenen og erobrede Santa Barbara Presidio (fæstning) uden blodsudgydelse og erobrede dermed også byen. Nogle dage senere førte han sine mænd mod sydøst mod Los Angeles, og modtog den mexicanske general Pío Picos overgivelse på Cahuenga sletten den 13. januar 1847.
Den 16. januar 1847, udpegede Commodore Stockton Frémont til militærguvernør over Californien efter Cahuenga traktaten, som afsluttede den Mexicansk-amerikanske krig i California. General Stephen Watts Kearny, som havde højere rang end Frémont og ordrer fra præsidenten og krigsministeren om at fungere som guvernør forlangte at Frémont gav efter, hvilket han hårdnakket afviste. Kearny gav Frémont flere lejligheder til at give efter. Da de ankom til Fort Leavenworth i august 1847, lod Kearny Frémont arrestere og bragte ham til Washington, D.C., hvor han blev dømt for mytteri. Præsident James Polk benådede ham hurtigt i lyset af hans tjeneste i krigen.

### Senator
Frémont gjorde tjeneste fra 1850 til 1851 som den ene af de første to senatorer fra Californien. I 1856 nominerede det nye Republikanske parti ham til præsidentvalget, men han tabte til James Buchanan, selv om han fik flere stemmer end "American Party" kandidatenMillard Fillmore. Frémont var ikke i stand til at vinde i staten California.

### Borgerkrigen
Frémont gjorde senere tjeneste som generalmajor i den amerikanske borgerkrig, og var i en periode en kontroversiel leder af hærene i Vesten fra maj til november 1861. Frémont efterfulgte William S. Harney, som havde forhandlet Harney-Price våbenhvilen, som tillod Missouri at forblive neutral i konflikten, så længe der ikke blev sendt mænd eller våben til nogen af siderne.
Frémont beordrede sin general Nathaniel Lyon til få Missouri til at slutte op bag Unionens sag. Lyon var blevet udnævnt til midlertidig chef for hærene i Vesten efter Harney indtil Frémont til sidst erstattede Lyon. I en række slag afsatte Lyon guvernør Claiborne Jackson og installerede en regering som var tro mod Unionen. Efter at Lyon blev dræbt i Slaget ved Wilson's Creek i august indførte Frémont undtagelsestilstand i staten, konfiskerede sydstats sympatisørers ejendom og frigav slaverne i staten.
Abraham Lincoln, som var bange for at ordren ville få Missouri til at hælde mod Sydstaterne (sammen med andre slavestater under Unionens kontrol), bad Frémont om at genoverveje sin ordre. Frémont afviste og sendte sin kone af sted for at tale sin sag. Lincoln svarede ved at trække proklamationen tilbage og fratage Frémont kommandoen den 2. november 1861. I marts 1862, fik han kommandoen over et militærområde i bjergegnene af Virginia, Tennessee og Kentucky.
Tidligt i juni 1862, forfulgte Frémont den konfødererede general Stonewall Jackson i 8 dage inden kan kom i slag med ham i Slaget ved Cross Keys den 8. juni, men tillod ham at slippe væk med sin hær.
Da Army of Virginia blev skabt den 26. juni og kom til at omfatte General Frémonts korps, med John Pope som øverstkommanderende, nægtede Frémont at gøre tjeneste på grund af at han havde højere rang end Pope, samt af personlige grunde. Han tog derefter til New York hvor han forblev i resten af krigen mens han ventede på en kommando, som han aldrig fik.

### Radikal Republikaner
Frémont blev opstillet til præsidentvalget den 31. maj 1864 af de radikale Republikanere, en gruppe af renlivede slaverimodstandere, som var oprørt over præsident Lincolns holdning til slaveri og forsoning med Sydstaterne efter krigen. Denne ophidselse i det Republikanske parti delte partiet i to fraktioner, de radikale modstandere af Lincoln, som nominerede Frémont og Lincoln støtterne. Frémont opgav sin politiske kampagne i september, 1864, efter at han havde fået forhandlet en aftale igennem, som betød at Lincoln fjernede Minister for Postvæsenet Montgomery Blair fra sin stilling.

### Senere liv
Staten Missouri overtog kontrollen med Pacific Railroad i februar 1866 da selskabet ikke kunne betale renter på sine lån, og i juni 1866 solgte staten jernbanen til Frémont. Frémont reorganiserede aktiverne i Pacific Railroad som Southwest Pacific Railroad i august 1866. I løbet af mindre end et år (juni 1867) kom jernbanen tilbage til staten Missouris ejerskab, da Frémont ikke kunne betale den anden rate af købesummen.
Fra 1878 til 1881 var Frémont guvernør over Arizona Territoriet. Hans familie blev ramt af fattigdom og måtte leve af de penge hans kone Jessie tjente som forfatter. Frémont døde glemt i 1890 afperitonitis på et hotel i New York og ligger begravet på Rockland Cemetery i New York.

## Arven
Frémont samlede en række planter på sine ekspeditioner herunder det første katalogiserede eksemplar af Pinus monophylla. Den standardiserede botaniske forkortelse Frém. bruges om planter, som han beskrev. Den californiske Flannelbusk, Fremontodendron californicum, er opkaldt efter ham.
Der er mange steder, som er opkaldt efter Frémont. Fire stater USA opkaldte counties efter ham:
Colorado, Idaho, Iowa og Wyoming. Adskillige stater opkaldte også byer efter ham såsom California, Michigan, Nebraska og New Hampshire. Fremont Peak i Wind River Mountains og Fremont Peak i California er også opkaldt efter opdageren. Fremontfloden en biflod til Colorado floden i det sydlige Utah, blev opkaldt efter Frémont, og efterfølgende blev den præhistoriske Fremont kulturen opkaldt efter floden, efter at de første arkæologiske fund fra denne kultur blev fundet nær floden.
Det største og dyreste trofæ i collage football er en kopi af en kanon "som ledsagede kaptajn John C. Frémont på hans ekspedition gennem Oregon, Nevada og California i 1843-44." Den årlige kamp mellem University of Nevada, Reno (UNR) og University of Nevada, Las Vegas (UNLV) drejer sig om Fremont kanonen.
Et barbershop kor i Fremont, Nebraska kaldes The Fremont Pathfinders til ære for opdageren, ligesom the Fremont Pathfinders Artillery Battery, en lokal gruppe som genopfører slag fra den amerikanske borgerkrig.
Fremont Street i Las Vegas, Nevada er opkaldt efter ham, ligesom gader i Minneapolis, Minnesota, Kiel, Wisconsin, Manhattan, Kansas, Portland, Oregon, de californiske byer Monterey, Seaside, Stockton og San Francisco, samt Grant City delen af Staten Island, New York. Portland har også adskillige steder som er opkaldt efter Frémont, såsom Fremont Bridge.
Af andre steder, som er opkaldt efter ham kan nævnes John C. Fremont Senior High School i Los Angeles og Oakland, Californien, John C. Fremont Branch Library på Melrose Avenue i Los Angeles, Californien, John C. Fremont Elementary School i Glendale, California og John C. Fremont Junior High School i Mesa, Arizona, og en i Oxnard, California. Fremont High School (Sunnyvale, California) er opkaldt efter opdagelsesmanden og dens årbog kaldes The Pathfinder. Hertil kommer Fremont Hospital i Marysville, California, og John C. Fremont Hospital, i Mariposa, California — hvor Frémont og hans kone boede og trivedes under guldfeberen i Californien.
U.S. Armys (nu nedlagte) 8th Infantry Division (mekaniseret) blev kaldet Pathfinder Division, efter John Frémont. Den gyldne pil i 8. divisions våben kaldes "General Frémonts pil".

## Yderligere læsning
- Report of the Exploring Expedition of the Rocky Mountains in the Year 1842. By John Charles Frémont, John Torrey, James Hall. Published 1845.
- The Exploring Expedition to the Rocky Mountains, Oregon and California. By John Charles Frémont. Published 1853.
- The Life of Col. John Charles Fremont. By John Charles Frémont, Samuel Mosheim Smucker. Published 1856.
- Harvey, Miles, The Island of Lost Maps: A True Story of Cartographic Crime, Random House, 2000, ISBN 0-375-50151-7, ISBN 0-7679-0826-0.
- Brandon, William, The Men and the Mountain (1955) ISBN 0-8371-5873-7. An account of Frémont's failed fourth expedition.
- David H. Miller and Mark J. Stegmaier, James F. Milligan: His Journal of Fremont's Fifth Expedition, 1853-1854; His Adventurous Life on Land and Sea, Arthur H. Clark Co., 1988. 300 pp.
- NY Times, Harper's Weekly political cartoon, "That's What's the Trouble with John C."; Fremont's 1864 challenge to Lincoln's re-nomination.[20]
- Chaffin, Tom, "Pathfinder: John Charles Frémont and the Course of American Empire," New York: Hill and Wang, 2002 ISBN 0-8090-7557-1 ISBN 978-0-8090-7557-7
- Nevins, Allan, Fremont: Pathmarker of the West, Volume 1: Fremont the Explorer; Volume 2: Fremont in the Civil War (1939, rev ed. 1955)
- Roberts, David (2001), A newer world: Kit Carson, John C. Fremont and the claiming of the American west, New York: Touchstone ISBN 0-684-83482-0
- Tompkins, Walker A. Santa Barbara, Past and Present. Tecolote Books, Santa Barbara, CA, 1975.